# Mogi Mirim Esporte Clube
Il Mogi Mirim Esporte Clube, noto anche semplicemente come Mogi Mirim, è una società calcistica brasiliana con sede nella città di Mogi Mirim, nello stato di San Paolo.

## Storia
Il club è stato fondato il 1º febbraio 1932, e dal suo primo anno di fondazione il club ha sempre partecipato alle competizioni della Federação Paulista de Futebol. Il club è diventato una squadra professionistica negli anni 50, ma i risultati erano pessimi agli inizi. Negli anni 80, dopo l'arrivo di Wilson de Barros come presidente del club, il Mogi Mirim ha iniziato a ottenere ottimi risultati ed è stato promosso nella massima divisione del Campionato Paulista. Il club retrocesse nella seconda divisione statale nel 1994, ma poi venne promosso di nuovo nella massima divisione statale.
Nel 2008, Rivaldo, uno dei più famosi calciatori brasiliani, è diventato il presidente del club. Nel dicembre 2014, Rivaldo ha messo in vendita il club su Instagram. L'anno dopo, lo stesso Rivaldo e il figlio Rivaldinho giocheranno insieme per il Mogi Mirim.

## Palmarès

### Competizioni statali
- Campeonato Paulista Série A2: 2

1985, 1995

### Altri piazzamenti
- Campeonato Brasileiro Série B:

Terzo posto: 1995
- Campeonato Brasileiro Série C:

Secondo posto: 2001
Terzo posto: 2014